# Prix Riverton
Le prix Riverton (Rivertonprisen) est un prix de littérature policière norvégien créé en 1972. Il est remis par le Rivertonklubben à l'auteur de la meilleure œuvre littéraire policière de l'année (roman, recueil de nouvelles, pièce de théâtre, scénario original de film, téléfilm, théâtre radiophonique). 

## Palmarès
| Année | Auteur                                       | Titre original                                | Traduction française             |
| ----- | -------------------------------------------- | --------------------------------------------- | -------------------------------- |
| 2023  | Anne Holt                                    | Tolv utemte hester                            |                                  |
| 2022  | Torkil Damhaug                               | Hund uten grav                                |                                  |
| 2021  | Heine T. Bakkeid                             | St. Avenger                                   |                                  |
| 2020  | Sven Petter Næss                             | Skjebnesteinen                                |                                  |
| 2019  | Jo Nesbø                                     | Kniv                                          | Le Couteau                       |
| 2018  | Unni Lindell                                 | Dronen                                        |                                  |
| 2017  | Aslak Nore                                   | Ulvefellen                                    |                                  |
| 2016  | Torkil Damhaug                               | En femte årstid                               |                                  |
| 2015  | Kjell Ola Dahl                               | Kureren                                       |                                  |
| 2014  | Karin Fossum                                 | Helvetesilden                                 |                                  |
| 2013  | Gard Sveen                                   | Den siste pilegrimen                          |                                  |
| 2012  | Jørn Lier Horst                              | Jakthundene                                   | Les Chiens de chasse             |
| 2011  | Torkil Damhaug                               | Ildmannen                                     | La Vengeance par le feu          |
| 2010  | Chris Tvedt                                  | Dødens sirkel                                 |                                  |
| 2009  | Tom Egeland                                  | Lucifers evangelium                           |                                  |
| 2008  | Vidar Sundstøl                               | Drømmenes land                                | Terre des rêves                  |
| 2007  | Jørgen Gunnerud                              | Høstjakt                                      |                                  |
| 2006  | Tom Kristensen                               | Dødsriket                                     |                                  |
| 2005  | Frode Grytten                                | Flytande bjørn                                | Ne réveillez pas l'ours qui dort |
| 2004  | Ulf Breistrand (no), Jarl Emsell Larsen (no) | Svarte penger, hvite løgner (série télévisée) |                                  |
| 2003  | Kurt Aust                                    | Hjemsøkt                                      |                                  |
| 2002  | Gunnar Staalesen                             | Som i et speil                                | Comme dans un miroir             |
| 2001  | Jon Michelet                                 | Den frosne kvinnen                            | La Femme congelée                |
| 2000  | Kjell Ola Dahl                               | En liten gyllen ring                          |                                  |
| 1999  | Unni Lindell                                 | Drømmefangeren                                |                                  |
| 1998  | Jan Mehlum                                   | Kalde hender                                  |                                  |
| 1997  | Jo Nesbø                                     | Flaggermusmannen                              | L'Homme chauve-souris            |
| 1996  | Karin Fossum                                 | Se deg ikke tilbake                           | Ne te retourne pas               |
| 1995  | Kolbjørn Hauge                               | Død mann i boks                               |                                  |
| 1994  | Anne Holt                                    | Salige er de som tørster                      | Bienheureux ceux qui ont soif    |
| 1993  | Morten Harry Olsen                           | Begjærets pris                                |                                  |
| 1992  | Arild Rypdal                                 | Orakel                                        |                                  |
| 1991  | Audun Sjøstrandl                             | Valsekongens fall                             |                                  |
| 1990  | Ingvar Ambjørnsen                            | Den mekaniske kvinnen                         |                                  |
| 1989  | Idar Lind                                    | 13 takters blues                              |                                  |
| 1988  | Alf R. Jacobsen                              | Kharg                                         |                                  |
| 1987  | Lars Saabye Christensen                      | Sneglene                                      |                                  |
| 1986  | Edith Ranum (no)                             | Ringer i mørkt vann (théâtre radiophonique)   |                                  |
| 1985  | Michael Grundt Spang                         | Spionen som lengtet hjem                      |                                  |
| 1984  | /                                            | /                                             |                                  |
| 1983  | Kim Småge                                    | Nattdykk                                      |                                  |
| 1982  | Torolf Elster                                | Thomas Pihls annen lov                        |                                  |
| 1981  | Jon Michelet                                 | Hvit som snø                                  | Comme neige                      |
| 1980  | Fredrik Skagen                               | Kortslutning                                  |                                  |
| 1979  | Helge Riisøen                                | Operasjon                                     |                                  |
| 1978  | Jon Bing (no), Tor Åge Bringsværd            | Blindpassasjer (série télévisée)              |                                  |
| 1977  | /                                            | /                                             |                                  |
| 1976  | Pio Larsen                                   | Den hvite kineser                             |                                  |
| 1975  | Gunnar Staalesen                             | Rygg i rand, to i spann                       |                                  |
| 1974  | Anker Rogstad                                | Lansen                                        |                                  |
| 1973  | David Torjussen (no))                        | Etterforskning pågår                          |                                  |
| 1972  | Sigrun Krokvik                               | Bortreist på ubestemt tid                     |                                  |